# Entre Lagos
Koordinaten: 40° 41′ 8″ S, 72° 36′ 8,7″ W
Entre Lagos ist der Hauptort der Gemeinde Puyehue in der chilenischen Región de los Lagos. Er liegt am Südwestufer des Lago Puyehue dort, wo der Río Pilmaiquén den See verlässt, knapp 50 Kilometer östlich von Osorno. Die Ruta CH-215 führt an dem Ort vorbei, ostwärts zum Grenzübergang nach Argentinien am Paso Fronterizo Cardenal Samoré.
2002 hatte Entre Lagos 3.932 Einwohner.